# El secreto de la felicidad
Las Gallinas Locas 4. El secreto de la felicidad (título original en alemán, Die Wilden Hühner und das Glück der Erde) es un libro de aventuras escrito por Cornelia Funke dirigido al público infantil-juvenil. Es el cuarto volumen de la serie Las Gallinas Locas.

## Personajes
- Las Gallinas Locas: Sardine, Frida, Melanie, Trude, Wilma
- Los Pigmeos: Fred, Willi, Steve, Torte
- Dueños del picadero: Mona, Bess, Maik
- Las Gallinitas: Lili, Bob, Verena
- La mamá de Sardine y el Sabelotodo, el novio de la mamá de Sardine

## Argumento
“Las Gallinas Locas” van de vacaciones de Pascua a un picadero de caballos islandeses (que está en Alemania). Algunas de ellas no saben montar a caballo así que tendrán que recibir clases para aprender. Las que ya saben aprovechan para darse unos buenos paseos a caballo. 
En el picadero encontrarán a un grupo de niñas un poco más pequeñas que ellas -de 8 y 9 años- que van a molestarlas e incordiarlas todo el tiempo. 
Los Pigmeos, por su cuenta, han salido de acampada. Con tan mala suerte que se pone a llover y tienen que buscar un sitio para guarecerse. Como están cerca del picadero buscan allí refugio pero, como no hay mucho sitio, tienen que quedarse en una cabaña que les deja un vecino. 
Disfrutan de variadas aventuras y algunos de Los Pigmeos encontrarán el amor en algunas de Las Gallinas Locas. Pero no todo dura eternamente, las vacaciones se acaban y deben volver a casa. 
Cuando vuelven se representa la obra de teatro "Romeo y Julieta" de Shakespeare. En ella participan algunos de Los Pigmeos y algunas de Las Gallinas Locas. 

## Libros de la serie
- Las Gallinas Locas 1. Una pandilla genial (2005)
- Las Gallinas Locas 2. Un viaje con sorpresa (2005)
- Las Gallinas Locas 3. ¡Que viene el zorro! (2006)
- Las Gallinas Locas 4. El secreto de la felicidad (2006)
- Las Gallinas Locas 5. Las Gallinas Locas y el amor (2007)